# Референдум в Великобритании (2011)

Образец голосования по преференциальной системе

Референдум об изменении системы голосования на выборах в Палату общин (англ. Alternative Vote (AV) referendum) состоялся в Великобритании 5 мая 2011 года. Британцам предлагалось одобрить или отвергнуть план перехода на новую систему выборов депутатов Палаты общин — преференциальное голосование, — в соответствии с которой избиратели должны оценить кандидатов по ранжированной шкале. Проведение референдума было одним из условий Партии либеральных демократов при формировании коалиции с консерваторами. Это был второй общенациональный референдум в истории Великобритании; первым был референдум о вступлении в ЕЭС 1975 года.
Преобладающее большинство (67,9 %) британцев отвергло нововведение.

## Дискуссия о референдуме

### Позиция партий
Правящая Консервативная партия, однако, выступает против внесения изменений в существующую систему мажоритарного голосования. Дэвид Кэмерон назвал систему AV сумасшедшей, недемократичной и неясной и указал на то, что она действует лишь в трёх странах мира — Австралии, Папуа-Новой Гвинее и Фиджи. Вице-председатель Консервативной партии Сайида Варси высказала мнение, что поддержка предложения будет способствовать приходу в парламент экстремистских партий. Тем не менее, отдельные депутаты Палаты общин поддержали переход на систему AV. Отмечается также, что часть депутатов-консерваторов не считает переход к системе AV серьёзной проблемой, поскольку они полагают, что будут в состоянии выиграть выборы по новой системе.
Союзник консерваторов по коалиции, либеральные демократы, всецело поддержали идею перехода к новой системе. Либеральный демократ, министр по делам энергетики и изменения климата Крис Хьюн обвинил министра и вице-председателя консерваторов Сайиду Варси в пропаганде в стиле Геббельса за утверждение о том, что система AV будет способствовать приходу в парламент экстремистских партий.
Лейбористская партия оказалась расколотой по вопросу о поддержке референдума. Недавно избранный лидером лейбористов Эд Милибэнд поддерживает переход к преференциальному голосованию. Против референдума и вынесенного на него предложения выступили видные лейбористы Дэвид Бланкетт, Джон Прескотт и Маргарет Бекетт. Ранее, в период премьерства Тони Блэра и на выборах 1997 года, лейбористы активно обсуждали вопрос об избирательной реформе.

### Ожидаемые последствия
Предполагается, что одобрение новой системы голосования расширит количество партий, представленных в Палате общин, за счёт партий, достаточно популярных в стране в целом и не имеющих крупных центров поддержки. Прежде всего, это Партия либеральных демократов, которая на парламентских выборах 2010 года получила в общей сложности 23 % голосов и лишь 8,8 % мест в Палате общин. В меньшей степени — это Зелёная партия Англии и Уэльса, которой в случае успеха референдума прочат статус четвёртой крупной парламентской партии, Партия независимости Соединённого Королевства, Британская национальная партия, Шотландская национальная партия и Партия Уэльса. Кроме того, ожидается, что принятие новой системы сделает более частым формирование правительственных коалиций, хотя традиционно в Великобритании правительство формирует одна партия.

## Результаты
По официальным данным, 67,9 % избирателей (и все 12 избирательных регионов, а также 430 из 440 избирательных округов) Великобритании высказались против нововведения по замене существующей мажоритарной избирательной системы. Явка составила 42,2 %.
| Вариант | Голосов             |
| ------- | ------------------- |
| За      | 6 152 607 (32,1 %)  |
| Против  | 13 013 123 (67,9 %) |